# 1983 au Maroc
Chronologie du Maroc
- 1979
- 1980
- 1981
- 1982
- 1983
- 1984
- 1985
- 1986
- 1987

Cet article présente les faits marquants de l'année 1983 au Maroc ou relatifs au Maroc.

## Événements
- 1er au 10 septembre : bataille de Smara, pendant la guerre du Sahara occidental près de Smara. Le Front Polisario attaque avec succès les forces armées royales (FAR) avant de retraiter.
- 30 novembre : le roi Hassan II met en place un nouveau gouvernement, dirigé par Mohamed Karim Lamrani, qui succède à Maati Bouabid[1].
- Décembre 1983 : l'augmentation de 77% du prix de la nourriture crée des tensions[2].

## Sports
- Les Jeux méditerranéens de 1983 se sont tenus du 3 au 17 septembre 1983 à Casablanca (Maroc), seule ville organisatrice de ces jeux, située sur la côte atlantique et non sur la côte méditerranéenne.
- La Coupe du Maroc de football 1982-1983, Coupe du Trône, est la vingt-septième édition de la compétition.
- La Coupe du Maroc de football 1983-1984, Coupe du Trône, est la vingt-huitième édition de la compétition.

## Culture
- Amok, film dramatique guinéo-sénégalo-marocain réalisé par Souheil Ben-Barka . Il met en scène Miriam Makeba, Robert Liensol, Douta Seck[3],[4],[5],[6],[7].